# Afroheterozercon
Afroheterozercon – rodzaj roztocza z kohorty mechowców i rodziny Heterozerconidae.
Rodzaj ten został utworzony w 1989 roku przez Alexa Faina, a jego gatunkiem typowym ustanowiony Heterozercon spirostreptus.
Dorosłe formy tych roztoczy odznaczają się obecnością serii kotwiczkowatych kolców bocznych. Tarcza sternitowentralna jest u samców zlana z tarczami: perytrematalną, metapodalną i endopodalną. Szczeciny brzuszne na goleniach i genua drugiej pary odnóży nie są u samców wyraźnie kolcowate, natomiast szczecina pv1 na udach tej pary odnóży ma postać długiego, grubego i zakrzywionego kolca. Samice mają szczękoczułki o wierzchołku palca nieruchomego opatrzonym małymi ząbkami, a palcu ruchomym z grzebieniem szczecinowatych wyrostków.
Roztocze te zasiedlają tropikalną części Afryki od Wybrzeża Kości Słoniowej po Tanzanię i Madagaskar. Najczęściej pozyskiwane są z dwuparców. Niektóre znajdowane w termitierach.
Należą tu gatunki:
- Afroheterozercon ancoratus Fain 1989
- Afroheterozercon cautus (Berlese, 1924)
- Afroheterozercon gabonensis Klompen, Amin et Gerdeman, 2013
- Afroheterozercon goodmani Klompen, Amin et Gerdeman, 2013
- Afroheterozercon madagascariensis Klompen, Amin et Gerdeman, 2013
- Afroheterozercon mahsbergi Klompen, Amin et Gerdeman, 2013
- Afroheterozercon pachybolus (Fain 1988)
- Afroheterozercon sanghae Klompen, Amin et Gerdeman, 2013
- Afroheterozercon spirostreptus (Fain 1988)
- Afroheterozercon tanzaniensis Klompen, Amin et Gerdeman, 2013